# Pseudomystus stenomus
Pseudomystus stenomus är en fiskart som först beskrevs av Valenciennes, 1840.  Pseudomystus stenomus ingår i släktet Pseudomystus och familjen Bagridae. IUCN kategoriserar arten globalt som livskraftig. Inga underarter finns listade i Catalogue of Life.